# نورا بن سعد
نورا بن سعد هي كاتبة تونسية فرنكوفونية ولدت في حي سلامبو أحد أحياء قرطاج في تونس لأب تونسي وأم فرنسية، أُطلق عليها لقب «سيد القصة القصيرة التونسية»،  التحقت بالجامعة في بنزرت وتخرجت في الأدب الفرنسي.

## حياتها المهنية
ألفت نورا بن سعد روايتين ومجموعتين قصصيتين قصيرتين،  تُعرف قصصها القصيرة بأجواء البحر الأبيض المتوسط وأجوائها «الحلمية» حيث تعرض آمال شخصياتها وخيبات أملها.
أحتوى عدد مجلة بانيبال في 2010 على مقتطف من روايتها (بالفرنسية: Quand ils rêvent les oiseaux)‏ (عندما تحلم الطيور) الذي يتحدث عن الأدب التونسي الحديث وترجمته إلى الإنجليزية لولو نورمان،  وأُدرجت قصتها القصيرة «L'étranger et la vieille dame» التي ترجمها «رولان غلاسر» إلى الإنجليزية في عدد «كلمات بلا حدود» عن أدب النساء التونسيات.

## مؤلفات
صدرت لها عدة أعمال أدبية منها:
- «بير العبد - (بالفرنسية: Bir El Abd)‏»، 2016.[9]
- «عندما تحلم الطيور - (بالفرنسية: Quand ils rêvent les oiseaux)‏»، تونس: إليزاد، 2009.[10]
- «عاد ابن عمي - (بالفرنسية: Mon Cousin Est Revenu)‏»، باريس: هارمتان، 2004.[11]
- «مبنى في شارع القاهرة - (بالفرنسية: L'immeuble de la rue du Caire)‏»، باريس؛ تورينو. بودابست: دار نشر آرماتان، 2002.[12]
- «الغريب والسيدة العجوز - (بالفرنسية: L'étranger et la vieille dame)‏»، قصة قصيرة.
- «تونس على هذا النحو: مايو 2011 - مايو 2016 - (بالفرنسية: La Tunisie c'est comme ça : Mai 2011 - Mai 2016)‏»‏، 2017.[13]
- «أخبار العالم - (بالفرنسية: Nouvelles du monde)‏»، بالاشتراك مع اميليا تشاركوسيت وهيلين كوشيلنياك [الإنجليزية]، باريس: ديدييه، 2015.[14]